# Eloïssa Florez
Pour les articles homonymes, voir Florez.
Eloissa Florez est une comédienne, scénariste et réalisatrice mexicaine. Elle a commencé sa carrière au Mexique mais c'est la France qui lui a ouvert les portes.
Elle a étudié au Cours Florent à Paris. Au Mexique, elle a appris à écrire des scénarios en étant élève de Guillermo Arriaga (Babel, 21 Grammes, Amours chiennes), et d'Albino Alvarez (El Informe Toledo).
Elle a également un B+5 en Journalisme et parle couramment 4 langues (l'espagnol, l'anglais, l'italien et le français).
Elle a participé à plusieurs courts métrages français et a représenté le Mexique dans le Concours Internationale d'Interprètes de Pouchkine en Russe Ancien à Moscou en 1999.
Elle a joué au théâtre Le Pain dur de Paul Claudel ainsi qu’Avis de Décès de Heiner Müller, Une saison en enfer d'Arthur Rimbaud, Marie Stuart de Friedrich von Schiller, entre autres.
Elle a aussi écrit le romain Le Point Rouge, ainsi que plusieurs scénarios, dont The Redeemer pré-sélectionné au festival du film de Sundance en 1998.
Depuis 2003 elle vit à Paris.
Elle travaille actuellement sur la réalisation d'un long-métrage nommé "Zhai", qui est inspiré d'un fait réel. Le scénario qu'elle a écrit a gagné le Soutien aux Créateurs du Cinéma en juin 2015 par l'Institut National de la Cinématographie (IMCINE) au Mexique.

## Filmographie
- 2011 : Ici et Maintenant (Curaduria de Mix Mexico)
- 2010 : L'oiseau de Chine, Vitasco Productions (Short Film Corner Cannes, RIFF Rome Independent Film Festival)
- 2009 : La grande question (Prix du Meilleur Courtmétrage Concours Libre Court de France 3)
- 2008 : Lo más bello (Zacatecas International Film Festival)
- 2008 : Point de Vue iva (Short Film Corner Cannes, Slow Food on Film Bologna Italia, Waterford Film Festival Ireland, Culture Unplugged San Francisco California USA, Quelque part faut Voir, Pachuca International Film Festival, Zacatecas International Film Festival)
- 2008 : 8th Wonderland
- 2001 : Beneath the dark
- 2001 : Le Mexicain
- 1998 : Si Dios Hablara
- 1997 : La Amargura del Silencio